# Tamara Koba
Tamara Pawłiwna Koba (ukr. Тамара Павлівна Коба, ur. 24 lutego 1957 w  Nowomoskowśku) – ukraińska lekkoatletka, biegaczka średnio- i długodystansowa. W pierwszej części swojej kariery reprezentowała Związek Radziecki.
Startując w barwach ZSRR zwyciężyła w biegu na 1500 metrów na halowych mistrzostwach Europy w 1980 w Sindelfingen, wyprzedzając Annę Bukis z Polski i Mary Purcell z Irlandii. Później przez kilka lat nie brała udziału w największych imprezach międzynarodowych.
W latach 1990. skoncentrowała się na bieganiu na długich dystansach. Już jako reprezentantka Ukrainy zajęła 3. miejsce w biegu na 10 000 metrów w Superlidze Pucharu Europy w 1993 w Rzymie. Była zgłoszona do biegu na tym dystansie na mistrzostwach świata w 1993 w Stuttgarcie, lecz w nim nie wystartowała. Zajęła 3. miejsce w biegu na 5000 metrów w Superlidze Pucharu Europy w 1993 w Villeneuve-d’Ascq. Odpadła w eliminacjach tej konkurencji na mistrzostwach świata w 1995 w Göteborgu.
Koba brała również udział w biegach przełajowych. Zajęła 42. miejsce w mistrzostwach świata w 1994 w Budapeszcie, 10 miejsce w mistrzostwach Europy w 1994 w Alnwick oraz 60. miejsce w mistrzostwach świata w 1995 w Durham.
Była mistrzynią Ukrainy w biegu na 5000 metrów w 1995.
Rekordy życiowe Koby:
- bieg na 800 metrów – 2:01,70 (30 czerwca 1989, Kijów)
- bieg na 1500 metrów – 4:01,66 (26 lipca 1981, Leningrad)
- bieg na 3000 metrów – 8:47,99 (22 lipca 1989, Gorki)
- bieg na 5000 metrów – 15:20,97 (24 czerwca 1995, Villeneuve-d’Ascq)

Ukończyła Dniepropetrowski Instytut Transportu Kolejowego w 1981. Pracowała jako trener w Dniepropetrowsku. Od 2008 mieszka w Niemczech.